# Крум Зографов
Крум Нацев Зографов е български революционер, деец на Вътрешна македоно-одринска революционна организация и Македонската федеративна организация.

## Биография
Зографов е роден в 1884 година в град Велес, тогава в Османската империя. По професия е часовникар. Завършва ІІІ клас. Влиза във ВМОРО и участва в Илинденско-Преображенското въстание. След въстанието през 1904 година е начело на велешкия околийски революционен комитет. От 1907 година е четник при Иван Наумов Алябака и взима участие в сражението на връх Ножот.
При избухването на Балканската война е войвода на партизанска чета на Македоно-одринското опълчение, а по-късно е в Нестроевата рота на 13 кукушка дружина.
| Чета на МОО с командир Крум Зографов | Чета на МОО с командир Крум Зографов | Чета на МОО с командир Крум Зографов | Чета на МОО с командир Крум Зографов | Чета на МОО с командир Крум Зографов | Чета на МОО с командир Крум Зографов |
| Номер                                | Име                                  | Години                               | Околия                               | Селище                               | Бележки                              |
| ------------------------------------ | ------------------------------------ | ------------------------------------ | ------------------------------------ | ------------------------------------ | ------------------------------------ |
|                                      | Георги Андонов                       | 28                                   | Велешко                              | Велес                                |                                      |
|                                      | Георги Манчев                        | 22 (25)                              | Велешко                              | Велес                                | орден „За храброст“ IV степен        |
|                                      | Димитър Христов                      | 30                                   | Велешко                              | Велес                                |                                      |
|                                      | Йордан Костадинов                    | 20 (19)                              | Щипско                               | Щип                                  | орден „За храброст“ IV степен        |
|                                      | Йордан Димов Пешов                   | 20                                   | Велешко                              | Велес                                |                                      |
|                                      | Славейко Зарзев                      | 30                                   | Велешко                              | Велес                                |                                      |
|                                      | Стефан Д. Голистоянов                | 35                                   | Велешко                              | Велес                                |                                      |
|                                      | Христо Джингов                       | 26 (28)                              | Копривщенско                         | Копривщица                           | орден „За храброст“ IV степен        |
|                                      | Христо Мишев                         | 26 (30)                              | Тиквешко                             | Кавадарци                            |                                      |

През декември 1912 година Зографов участва в срещата на македонски дейци във Велес, организирана от Димитър Чуповски, на която присъстват Ангел Коробар, Ризо Ризов, Александър Мартулков, Петър Попарсов, Йован Попйорданов, учителят Иван Елезов, Димитър Ничев и Методи Попгошев. Те решават да изпратят представители на Лондонската конференция, както и в Париж за да се борят за запазване на целостта на Македония.
През Междусъюзническата война се сражава в Сборната партизанска рота. През Първата световна война е начело на 49 партизански взвод, който заедно с 48 на Тодор Оровчанов и 47 на Тане Николов, съставляват партизанската рота, противодействаща на четите на Коста Войнович и Коста Пекянец в Моравската военноинспекционна област. За отличие в боевете е награден със знак на военния орден „За храброст“, I и IV степен.
Зографов е сред противниците на Тодор Александров и през 1920 година е избран в ръководствато на Илинденската организация, а през 1921 година влиза в Централния комитет на Македонската федеративна организация заедно със Заре Секулички, Александър Панов, Григор Циклев, Велко Мандарчев и Лазар Тодоров. В началото на 1922 година участва на помирителна среща в Тирана с члена на ЦК на ВМРО Александър Протогеров.
След отказа на Тодор Александров да приеме помирението подписано от Протогеров и продължилите противоречия, Зографов организира чета 50 души, поддържана от земеделската власт в България. С нея влиза в Източна Македония, като целта на федералистката чета е да овладее структурите на ВМРО във Вардарска Македония. Четата на Зографов води сражение с четите на Панчо Михайлов и Тодор Александров, както и със селска милиция, начело с Димитър Медаров. По-късно четата на Зографов е издадена на сръбските власти и при село Кошево, Щипско в завързалата се престрелка самият Зографов е убит. Според Петър Шанданов, който се позовава на разговор с Иван Михайлов, Зографов бил предаден от жителите на Кошево по заповед на Тодор Александров. Поради предателствoто федералистите подпалват няколко къщи и извършват три убийства в селото, след което оцелелите се оттеглят обратно в България.